# A Manchester United FC és a Southampton FC 2021. február 2-i mérkőzése
A Manchester United és a Southampton közötti 2020–2021-es Premier League-mérkőzést az Old Traffordon játszották, 2021. február 2-án. A mérkőzés végeredménye 9–0 lett, a United diadalmaskodott, a gólkülönbség rekordnak számít a Premier League történetében, a United Ipswich Town elleni (1995. március), a Leicester City Southampton elleni (2019. október) és a Liverpool Bournemouth elleni (2022. augusztus) 9–0-ás győzelmével együtt.
Hét United-játékos talált be a mérkőzésen (illetve Jan Bednarek öngólt szerzett), beállítva a Premier League-rekordot a legtöbb gólszerzőért egy csapatból egy mérkőzésen, amit korábban egyedül a Chelsea tartott. A hetedik legtöbb gólos mérkőzés a liga történetében.

## A mérkőzés

### Áttekintés
A mérkőzés második percében kiállították Alexandre Jankewitz-et, egy Scott McTominay elleni szabálytalanság miatt. Ez volt Jankewitz első pályára lépése a Southampton színeiben. Ez mindössze a negyedik alkalom volt a liga történetében, hogy kiállítottak egy játékost az első két percen belül. Így az előnyben lévő United a 18. percben szerezte meg első gólját, Aaron Wan-Bissaka góljával, Luke Shaw beadása után. Marcus Rashford duplázta meg csapata előnyét hét perccel később, mielőtt a 34. percben Jan Bednarek öngóljával 3–0 lett az eredmény. A félidő utolsó gólját Edinson Cavani lőtte öt perccel később. Az eredmény akár 5–0 is lehetett volna, hiszen Mike Dean büntetőt adott a vörösöknek, miután Kayne Ramsay szabálytalan volt Cavani ellen. A videóbíró megváltoztatta a döntést, a szabálytalanság a büntetőterületen kívül történt.
A félidőben a United becserélte Anthony Martialt és Donny van de Beeket, Cavani és Shaw helyére. Nyolc perccel a félidő kezdete után úgy tűnt, hogy Ché Adams szerzett egy szépítő gólt, de a videóbíró elvette a gólt les miatt. A második félidő nagy részében az eredmény 4–0 volt, mielőtt Martial megszerezte első gólját kilenc mérkőzés után, a 69. percben. McTominay szerezte meg a Vörös Ördögök hatodik gólját két perccel később, a tizenhatoson kívülről. A 87. percben a United kapott egy büntetőt, miután Bednarek a tizenhatoson belül felrúgta Martialt, amiért a lengyelt kiállították, a Southamptonnak már csak kilenc játékosa volt. Bruno Fernandes belőtte a büntetőt, 7–0 lett az eredmény. Martial lőtte a nyolcadik gólt a 90. percben, ami az első alkalom volt, hogy a francia csatár több, mint egyszer betalált egy mérkőzésen, a Sheffield United elleni mesterhármasa óta. Az utolsó, kilencedik gól szerzője a Marcus Rashford cseréjeként beálló Daniel James volt, a hosszabbítás utolsó percében.
A Manchester United dominanciája egyértelmű volt várható gólok (xG) statisztikája alapján is, 3,7-es xG-értékelést kaptak a Southampton 0,5-jéhez képest.

### Mérkőzés részletei
| 2021. február 2. 20:15 (GMT) |

| Manchester United | 9–0               | Southampton |
| --- | ----------------- | ----------- |
| Wan-Bissaka 18' Rashford 25' Bednarek 34' (ö.g.) Cavani 39' Martial 69' 90' McTominay 71' Fernandes 87' (11-esből) James 90+3' | (4–0) Jegyzőkönyv |             |

| Old Trafford, Manchester Nézőszám: 0 Játékvezető: Mike Dean (Cheshire) |

| Manchester United | Southampton |

| KA                  | 1  | David de Gea      |     |     |
| JV                  | 29 | Aaron Wan-Bissaka |     |     |
| KV                  | 2  | Victor Lindelöf   |     |     |
| KV                  | 5  | Harry Maguire ()  | 52' |     |
| BV                  | 23 | Luke Shaw         |     | 45' |
| KP                  | 39 | Scott McTominay   |     |     |
| KP                  | 17 | Fred              |     |     |
| JSZ                 | 11 | Mason Greenwood   |     |     |
| TKP                 | 18 | Bruno Fernandes   |     |     |
| BSZ                 | 10 | Marcus Rashford   |     | 60' |
| KCS0                | 7  | Edinson Cavani    |     | 45' |
| Cserék:             |    |                   |     |     |
| KA                  | 26 | Dean Henderson    |     |     |
| V                   | 3  | Eric Bailly       |     |     |
| V                   | 27 | Alex Telles       |     |     |
| V                   | 33 | Brandon Williams  |     |     |
| KP                  | 6  | Paul Pogba        |     |     |
| KP                  | 21 | Daniel James      |     | 60' |
| KP                  | 31 | Nemanja Matić     |     |     |
| KP                  | 34 | Donny van de Beek | 53' | 45' |
| CS                  | 9  | Anthony Martial   |     | 45' |
| Menedzser:          |    |                   |     |     |
| Ole Gunnar Solskjær |    |                   |     |     |

| KA               | 1  | Alex McCarthy        |     |     |
| JV               | 31 | Kayne Ramsay         | 42' |     |
| KV               | 35 | Jan Bednarek         | 86′ |     |
| KV               | 5  | Jack Stephens        | 45' |     |
| BV               | 3  | Ryan Bertrand        |     |     |
| JKP0             | 12 | Moussa Djenepo       |     | 78' |
| KP               | 8  | James Ward-Prowse () |     |     |
| KP               | 64 | Alexandre Jankewitz  | 2′  |     |
| BKP              | 17 | Stuart Armstrong     | 89' |     |
| KCS0             | 10 | Ché Adams            |     |     |
| KCS              | 9  | Danny Ings           |     | 70' |
| Cserék:          |    |                      |     |     |
| KA               | 41 | Harry Lewis          |     |     |
| KA               | 44 | Fraser Forster       |     |     |
| V                | 62 | Allan Tchaptchet     |     | 78' |
| KP               | 11 | Nathan Redmond       |     | 70' |
| KP               | 47 | Will Ferry           |     |     |
| KP               | 52 | Ryan Finnigan        |     |     |
| KP               | 65 | Caleb Watts          |     |     |
| KP               | 72 | Kegs Chauke          |     |     |
| CS               | 40 | Dan Nlundulu         |     |     |
| Menedzser:       |    |                      |     |     |
| Ralph Hasenhüttl |    |                      |     |     |

| A mérkőzés játékosa: Bruno Fernandes (Manchester United) Asszisztensek: Darren Cann (Norfolk) Ian Hussin (Merseyside) Negyedik játékvezető: Lee Mason (Lancashire) Videobírók: Graham Scott (Berks & Bucks) Stephen Child (Northamptonshire) |

### Statisztika
| Kategória              | Manchester United | Southampton |
| ---------------------- | ----------------- | ----------- |
| Gólok                  | 9                 | 0           |
| Lövések                | 24                | 3           |
| Kaput eltaláló lövések | 14                | 1           |
| Labdaérintések         | 784               | 385         |
| Passzok                | 626               | 215         |
| Szerelések             | 13                | 20          |
| Felszabadítás          | 4                 | 30          |
| Labdabirtoklás         | 74,6%             | 25,4%       |
| Szöglet                | 5                 | 3           |
| Szabálytalanságok      | 11                | 6           |
| Lesek                  | 3                 | 2           |
| Sárga lapok            | 2                 | 3           |
| Piros lapok            | 0                 | 2           |

## Reakciók, jelentősége
Ez lett a második alkalom a Premier League történetében, hogy a Manchester United 9–0-ás győzelmet aratott. Az első ilyen mérkőzés 1995 márciusában volt az Ipswich Town ellen. Az egyetlen másik 9–0-ás végeredményű találkozó korábban szintén a Southampton ellen volt, akkor a Leicester City volt a győztes oldalon, 2019 októberében. A három győzelem közül ez volt az egyetlen, amikor egy játékos se szerzett mesterhármast. Bednarek öngólját nem számítva hét United-játékos talált be a mérkőzésen, amivel beállították a rekordot a legtöbb gólszerzőért, amit korábban a Chelsea tartott egyedül, 2012. decemberi, 8–0-ás győzelmükkel.
Az eredménnyel a Manchester United utolérte a bajnokságban a Manchester City-t a tabella élén, 44 ponttal. A nagy gólkülönbségű győzelem ellenére a City gólkülönbsége még így is öttel jobb volt, mint a vörösöké és ezek mellett kettővel kevesebb mérkőzést is játszottak. Az egyik ezek közül egy Burnley elleni 2–0-ás győzelem volt, amivel a City ismét előnyt szerzett a ligában. A szezon végén a City és a United lettek első és második helyezettek.
A vereséget követően Jankewitz ellen rasszista támadásokat kezdeményeztek rajongók, amit a Southampton a rendőrségnek adott tovább. A Southampton fellebbezett Bednarek piros lapja ellen, amit a labdarúgó-szövetség végül visszavont. A csapat kérvényezte, hogy Mike Dean és Lee Mason soha többet ne vezethessék mérkőzéseiket.
2022 augusztusában ugyanezzel az eredménnyel végződött a Liverpool és az AFC Bournemouth találkozója.